# Sébécourt
Sébécourt là một xã thuộc tỉnh Eure trong vùng Normandie miền bắc nước Pháp.